# Sparganothoides licrosana
Sparganothoides licrosana es una especie de lepidóptero del género Sparganothoides, tribu Sparganothini, familia Tortricidae. Fue descrita científicamente por Kruse & Powell en 2009.
La longitud de las alas anteriores es de 11,6 a 12,1 milímetros para los machos y de 10,8 a 11,9 milímetros para las hembras. Se distribuye por México.